# Veilig en ecologisch in Leuven op de fiets
VELO is het acroniem voor Veilig en Ecologisch in Leuven op de fiets.

Het is een sociaal en ecologisch project. Aanvankelijk gestart door de Leuvense Universiteit, werd het al snel ondersteund door het stadsbestuur en de VDAB. Aanvankelijk studenten, maar later ook personeel en externe organisaties kunnen er terecht voor het huren van een fiets. Daarnaast heeft Velo een fietsherstelplaats, waar studenten hun fiets kunnen (laten) herstellen. Samen met het stadsbestuur voeren ze ook actie tegen fietsdiefstallen, onder andere door het merken (graveren) van fietsen.

Daarnaast biedt VELO ook opleiding en zinvolle werkervaring aan jongeren en moeilijk plaatsbare werkzoekenden. VELO past zich in bij het vervoersplan voor de stad door nauw samen te werken met De Lijn en de NMBS.

In 2006 werd gestart met een gelijkaardige activiteit (een "filiaal") in Aarschot, mede dankzij de samenwerking met de provincie Vlaams-Brabant en de Vlaamse overheid. Later werd het initiatief gekopieerd in de vele fietspunten in Vlaanderen.
Velo wordt ook gesteund door het Europees Sociaal Fonds.